# 今天不上班
《今天不上班》是藤村真理創作的日本漫畫作品，於少女漫畫雜誌《Cocohana》（集英社）的2012年1月號（創刊號）起連載至2017年3月號完結。單行本全13冊。
本漫畫於2013年獲選為第17屆日本新媒體動漫藝術節審查委員推薦作品。2014年10月，日本電視台將其連續劇化，於「週三連續劇」時段晚間十點播放。

## 故事內容
在人生之中尚未嘗試過與男性交往的OL青石花笑，在她迎接自己33歲（電視劇中為30歲）生日的時候悲嘆自己仍是處女之身。當晚花笑跟在公司當兼職的青年田之倉一起飲酒，之後花笑醉倒了，直到另一日的早上睜開眼睛，才發覺自己原來與田之倉共度了一夜。因為酒醉失憶，花笑完全沒有「破處」的實感。在共度一夜後，田之倉竟向花笑提出交往。就這樣，花笑人生中的初次戀愛正式開始了……。

## 登場人物
青石花笑
事務職OL。33歲，33年來不曾有過男友，處女。
每天最早到公司，樸素不起眼、一板一眼的員工，33歲生日當晚與田之倉悠斗酒後發生了關係。雖好友建議應該分手結束關係，但青石仍然決定拿出勇氣踏出一步，開始從外觀之上改變自己的形象。在酒醉之後會做出大膽的行動。
田之倉悠斗
21歳。大學生。在花笑的公司打工。有豐富戀愛經驗。大学畢業後預定會進研究所學習。
朝尾侑
與花笑公司同一大廈，三樓入口食品公司的CEO。35歳。擅長應付女性，是展現出「做什麼都可以」的男性。
從他人眼中注意到外表俗氣平凡的花笑。是花笑的戀愛顧問，在調侃花笑時亦經常提出意見幫助她。後來離任CEO，成立了自己的公司。

## 出版書籍

### 漫畫
| 集數 | 集英社         | 集英社                 | 東立出版社     | 東立出版社             |
| 集數 | 發售日期       | ISBN                   | 發售日期       | ISBN                   |
| ---- | -------------- | ---------------------- | -------------- | ---------------------- |
| 1    | 2012年4月25日  | ISBN 978-4-08-846769-6 | 2014年3月19日  | ISBN 978-986-337-844-0 |
| 2    | 2012年8月24日  | ISBN 978-4-08-846820-4 | 2014年10月22日 | ISBN 978-986-337-845-7 |
| 3    | 2013年2月25日  | ISBN 978-4-08-845002-5 | 2015年4月21日  | ISBN 978-986-337-846-4 |
| 4    | 2013年7月25日  | ISBN 978-4-08-845076-6 | 2015年9月7日   | ISBN 978-986-337-847-1 |
| 5    | 2013年12月25日 | ISBN 978-4-08-845149-7 | 2015年12月3日  | ISBN 978-986-348-315-1 |
| 6    | 2014年5月23日  | ISBN 978-4-08-845217-3 | 2016年2月25日  | ISBN 978-986-365-297-7 |
| 7    | 2014年9月25日  | ISBN 978-4-08-845274-6 | 2017年8月10日  | ISBN 978-986-382-165-6 |
| 8    | 2015年2月25日  | ISBN 978-4-08-845353-8 | 2018年8月6日   | ISBN 978-986-382-868-6 |
| 9    | 2015年7月24日  | ISBN 978-4-08-845424-5 | 2019年6月27日  | ISBN 978-986-431-858-2 |
| 10   | 2015年12月25日 | ISBN 978-4-08-845504-4 | 2020年5月18日  | ISBN 978-986-462-781-3 |
| 11   | 2016年5月25日  | ISBN 978-4-08-845583-9 | 2020年11月16日 | ISBN 978-986-470-410-1 |
| 12   | 2016年10月25日 | ISBN 978-4-08-845658-4 | 2021年3月18日  | ISBN 978-986-482-133-4 |
| 13   | 2017年3月24日  | ISBN 978-4-08-845739-0 | 2023年2月20日  | ISBN 978-986-486-064-7 |

### 小說
| 集數 | 副標題                | 集英社         | 集英社                 |
| 集數 | 副標題                | 發售日期       | ISBN                   |
| ---- | --------------------- | -------------- | ---------------------- |
| 1    | The First Valentine   | 2015年2月25日  | ISBN 978-4-08-703346-5 |
| 2    | The Christmas Episode | 2015年12月25日 | ISBN 978-4-08-703386-1 |

## 電視劇
《今天不上班》由2014年10月15日起，至同年12月17日為止，本劇於每週三日本時間晚上22:00 - 23:00，在日本電視台「週三連續劇」時段內播放，全劇共十集。由綾瀨遙主演。

### 演出角色

#### 主要人物
- 青石花笑[4]：綾瀨遙（少女時期：信太真妃）
- 田之倉悠斗： 福士蒼汰（少年時期：多賀蓮真）
- 朝尾侑：玉木宏[5][6]

#### 帝江物產横濱分公司食品部甜品原料課
- 大川瞳：仲里依紗
- 大城壮：田口淳之介
- 加加見龍生：千葉雄大
- 鮫島榮彦：水上劍星
- 勝浦大知：渡邊邦斗
- 淺田哲也：井川哲也
- 町田直隆：神農直隆
- 高橋泰成：金原泰成
- 羽生朋廣：中津川朋廣
- 鈴木俊樹：畑俊樹
- 立花貴昭：吹越滿

#### 青石家
- 青石巖：淺野和之
- 青石光代：高畑淳子
- 小守（青石家的鬥牛犬）：Gentle

#### 其他
- 笹野一華：平岩紙
- 武士澤吉洋：田口浩正
- 鳴前廣乃：古畑星夏[7]
- 笹野沙耶香：平澤宏宏路
- 意大利廚師：弗朗切斯科·貝利施莫（第4、6、最終話）
- 大磯德太郎：大河内浩（第5話）
- 不動：音尾琢真（第7話）
- 柴山太：佐戸井健太（第8話 - 第9話）
- 田之倉時子：鈴木杏樹[8]（第8話 - 第9話）
- 戶崎啓子：香椎由宇（第8話 - 最終話）

### 工作人員
- 原作：藤村真理《今天不上班》（《Cocohana》連載中 / 集英社 Margaret Comics 刊）
- 劇本：金子茂樹
- 音樂：得田真裕
- 導演：中島悟、狩山俊輔
- 主題曲：槇原敬之「Fall」（WORDS&MUSIC / Buppu Label）[9]
- 劇本協助：掛須夏美
- 助理導演：山田信義
- 音樂製作人：志田博英
- 開場標題：熊本直樹
- 動作協調：佐佐木修平
- 劇中料理：赤堀博美
- 特殊化妝：梅澤壯一
- 協助：（Frances Ha，發行：Espace Salou）
- 監製：神藏克
- 製作人：櫨山裕子、秋元孝之（Office Crescendo）
- 助理製作人：小田玲奈
- 協助制作：Office Crescendo
- 製作著作：日本電視台

## 獎項
| 年份   | 大獎             | 獎項       | 得獎者 | 結果 |
| ------ | ---------------- | ---------- | ------ | ---- |
| 2014年 | 第83回日劇學院賞 | 主演女優賞 | 綾瀨遙 | 獲獎 |

## 收視率
| 集數                                                         | 播出日   | 日文副標題 | 中文                   | 節目標題日文 | 中文                                     | 導演            | 收視率 |
| ------------------------------------------------------------ | -------- | ---------- | ---------------------- | ------------ | ---------------------------------------- | --------------- | ------ |
| 第1話                                                        | 10月15日 |            | 彆扭女的初戀           |              | 30歲的悲情OL的戀愛風暴降臨！             | 中島悟          | 14.3%  |
| 第2話                                                        | 10月22日 |            | 彆扭女的愛情電子郵件   |              | 第一任男友是小自己9歲的戀愛騙子！？      | 中島悟          | 17.0%  |
| 第3話                                                        | 10月29日 |            | 彆扭女的留宿約會       |              | 第一任男友的房子...甜蜜氛圍中的大災難！  | 狩山俊輔        | 17.1%  |
| 第4話                                                        | 11月5日  |            | 彆扭的女兒與彆扭的父親 |              | 大危機！父親對於30歲女兒的小男友大發雷霆 | 中島悟          | 17.3%  |
| 第5話                                                        | 11月12日 |            | 彆扭女的初次戀愛       |              | 情敵出現！悔恨的初次戀愛                 | 狩山俊輔        | 15.8%  |
| 第6話                                                        | 11月19日 |            | 請給彆扭女跡象吧       |              | 新鞋團聚的跡象？壁咚悲劇                 | 中島悟          | 15.5%  |
| 第7話                                                        | 11月26日 |            | 彆扭女找房子           |              | 同居試驗的愛情終結？魔法摸摸頭           | 狩山俊輔        | 16.3%  |
| 第8話                                                        | 12月3日  |            | 彆扭女的孤獨           |              | 孤獨一生？不顧一切向母親提出的結婚宣言   | 中島悟          | 14.1%  |
| 第9話                                                        | 12月10日 |            | 彆扭女的報恩           |              | 離別前的溫泉乒乓球 奇蹟的求婚！          | 中島悟          | 15.9%  |
| 最終話                                                       | 12月17日 |            | 彆扭女的選擇           |              | 愛情最終選擇 最後一次感到彆扭            | 中島悟 狩山俊輔 | 16.9%  |
| 平均收視率 16.0%（收視率來自Video Research對關東地區的調查） |          |            |                        |              |                                          |                 |        |